# Constitución para la República del Perú de 1920
La Constitución para la República del Perú de 1920 fue la novena carta magna de la República del Perú, que fue aprobada el 27 de diciembre de 1919 por la Asamblea Nacional convocada plebiscitariamente por el presidente provisorio de la República Augusto B. Leguía, y promulgada por este mismo el 18 de enero de 1920, ya como presidente constitucional. De carácter progresista, muchas de sus innovaciones no fueron implementadas y quedaron en el papel. Estuvo en vigencia hasta el 9 de abril de 1933, cuando lo reemplazó la Constitución de 1933.

## La Asamblea Nacional de 1919
Augusto B. Leguía obtuvo la mayoría de votos en las elecciones presidenciales de 1919, pero alegando que su victoria no iba a ser reconocida por el gobierno civilista de José Pardo y Barreda, dio un golpe de Estado, apoyado por la gendarmería (4 de julio de 1919). Acto seguido, asumió el poder como presidente provisorio y disolvió el Congreso. 
Leguía convocó a plebiscito para la aprobación de las reformas que a su juicio debían incorporarse en el texto constitucional (regía entonces la Constitución de 1860, la más longeva de la historia del Perú). Convocó también a elecciones del Congreso. Este, en los primeros treinta días, debía funcionar como Asamblea Nacional para sancionar las reformas previamente plebiscitadas. Entre esas reformas figuraba la renovación total del Poder Legislativo conjuntamente con la elección del Poder Ejecutivo, y con duración de cinco años para ambos poderes. Era evidente que Leguía no quería que se repitiera la mala experiencia de su primer gobierno, en la que tuvo que lidiar con un parlamento adverso que se renovaba por tercios. Leguía nombró a su régimen como el de la «Patria Nueva», pues pretendía modernizar el país a través de un cambio de relaciones entre el Estado y la sociedad civil.
La Asamblea Nacional se instaló el 24 de septiembre de 1919, presidida por el sociólogo y jurisconsulto Mariano H. Cornejo (que oficiaba de ideólogo del gobierno). Este nuevo Parlamento designó a Leguía como presidente constitucional el 12 de octubre del mismo año, luego de hacer el recuento de votos de las elecciones presidenciales.
Realizadas las reformas, se promulgó la nueva Constitución el 18 de enero de 1920. Así se inauguró el segundo gobierno de Leguía, el cual se prolongaría por once años, ya que se reeligió en 1924 y en 1929, tras sendas reformas constitucionales. Por eso se le conoce como Oncenio.

## Estructura

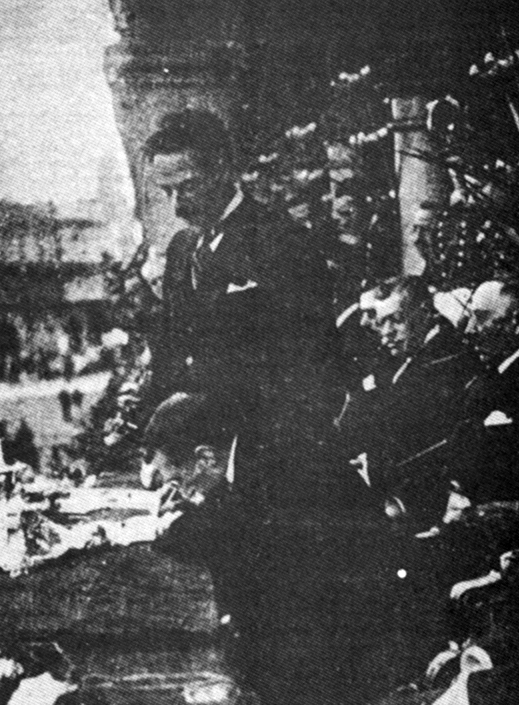
El Presidente constitucional de la República del Perú, don Augusto B. Leguía, firma en los balcones de la Municipalidad de Lima la autógrafa de la Constitución de 1920.

Constaba de 161 artículos, ordenados en 19 títulos.
- Título I: De la Nación y del Estado.
- Título II: Garantías Nacionales.
- Título III: Garantías Individuales.
- Título IV: Garantías Sociales.
- Título V: De los peruanos.
- Título VI: De la ciudadanía y del derecho y garantías electorales.
- Título VII: De la forma de gobierno.
- Título VIII: Del Poder Legislativo.
- Título IX: Cámaras Legislativas.
- Título X: De la formación y promulgación de las leyes.
- Título XI: Poder Ejecutivo.
- Título XII: De los Ministros de Estado.
- Título XIII: Del Consejo de Estado.
- Título XIV: Del régimen interior de la República.
- Título XV: Congresos Regionales.
- Título XVI: Administración municipal.
- Título XVII: Fuerza pública.
- Título XVIII: Poder Judicial.
- Título XIX: Disposiciones transitorias

## Principales innovaciones
- Impuso la renovación simultánea de los poderes públicos, es decir, se elegirían a los miembros del parlamento (senadores y diputados) conjuntamente con el presidente. Quedaba así abolida la renovación parlamentaria por tercios.
- Estableció el periodo presidencial de cinco años (anteriormente eran cuatro), con posibilidad a la reelección solo después de transcurrido un período igual de tiempo. Esto último sería modificado en 1923, posibilitando una sola reelección consecutiva. En 1927 se volvió a modificar, dándose pase a la reelección indefinida. Fue así como Leguía  se reeligió dos veces.
- La elección del Presidente de la República y de los senadores y diputados sería por voto popular directo.
- Como medida descentralista se instauraron los congresos regionales en el norte, centro y sur. Llegaron a funcionar pero pronto se vio que eran inoperantes y acabaron por entrar prácticamente en receso.
- Se instauró la responsabilidad política del gabinete ante cada una de las Cámaras y la obligatoriedad de la renuncia ministerial a consecuencia del voto de falta de confianza que se aprobara en el Senado o en la Cámara Baja. Sólo una vez, a lo largo del Oncenio, una de las Cámaras hizo uso de esa prerrogativa.
- Se restableció el Consejo de Estado, organismo que sin embargo no llegó a instalarse.
- Las garantías individuales no podrían ser suspendidas por ningún motivo. Ni siquiera en circunstancias de peligro para el orden público.
- Se estableció la elección popular de los municipios. Pero esto no se puso en práctica y en su lugar se instauraron unas «juntas de notables» que escogía a su arbitrio el ministro de Gobierno.
- Se declaró la protección del Estado a la raza aborigen y se reconoció la existencia legal de las comunidades indígenas.
- Se prohibió que los extranjeros adquiriesen o poseyeran tierras, aguas, minas y combustibles en una extensión de 50 km distante de las fronteras.